# Beneš-Mráz
inž. P. Beneš a inž. J. Mráz, továrna na letadla (zkráceně Beneš-Mráz) byla československá společnost na výrobu letadel ve třicátých letech dvacátého století.

## Historie
Společnost byla založena v Chocni leteckým konstruktérem Pavlem Benešem a podnikatelem Jaroslavem Mrázem 1. dubna 1935 a vyráběla lehká letadla vlastní konstrukce až do německé okupace. Beneš předtím působil v Avii a v leteckém oddělení ČKD-Praga, Mráz podnikal v opravách parních lokomotiv a později ve výrobě chladicích zařízení. Významnými konstruktéry byli Zdeněk Rublič a Jan Kryšpín. V letech 1935 až 1939 ve firmě vzniklo 14 typů motorových letounů, celkový počet vyrobených kusů činil 245.
Na přelomu let 1939/40 byla společnost přejmenována na Ing. J. Mráz, továrna na letadla (Ing. J. Mráz, Flugzeugfabrik). Během druhé světové války výrazně vzrostl objem výroby, byla také založena slovenská pobočka v Nitře. Hlavním vyráběným typem byl německý větroň DFS Kranich II, určený pro výcvik pilotů Luftwaffe. Za války bylo postaveno celkem 1 620 kusů. Dále byly vyráběny letouny Fieseler Fi 156 „Storch“ a nákladní kluzáky DFS 230. Na konci války, 9. května 1945, v bezprostřední blízkosti továrny vybuchl vlak s municí a došlo k jejímu těžkému poškození. Výroba byla obnovena ještě toho roku.
Po válce byla továrna znárodněna pod názvem Ing. J. Mráz, továrna na letadla, národní správa. Název firmy se ještě několikrát změnil, od roku 1955 působila pod názvem Orličan n. p. (od roku 1991 a.s.). Byl zde vyráběn sportovní a turistický letoun L-40 Meta Sokol a větroně, např. Orlík II nebo Gradient. Firma zanikla ke dni 1. 1. 2010.

## Přehled vyráběných typů
- Be-50 Beta-Minor[4] (1935)
- Be-51[4] (1937)
- Be-52 Beta Major[2] (1936)
- Be-53[2]
- Be-56[2] (1936)
- Be-60 Bestiola[2] (1935)
- Be-150 Beta Junior[2] (1936)
- Be-156[2] (1935)
- Be-250 Beta Major[2] (1936)
- Be-251[2] (1938)
- Be-252 Beta Scolar[4] ( 1937)
- Be-352[2](1939, projekt)
- Be-501[2]
- Be-502[2]
- Be-550 Bibi[4] (1936)
- Be-555 Super Bibi[2] (1938)
- Mráz Zobor I (1943)

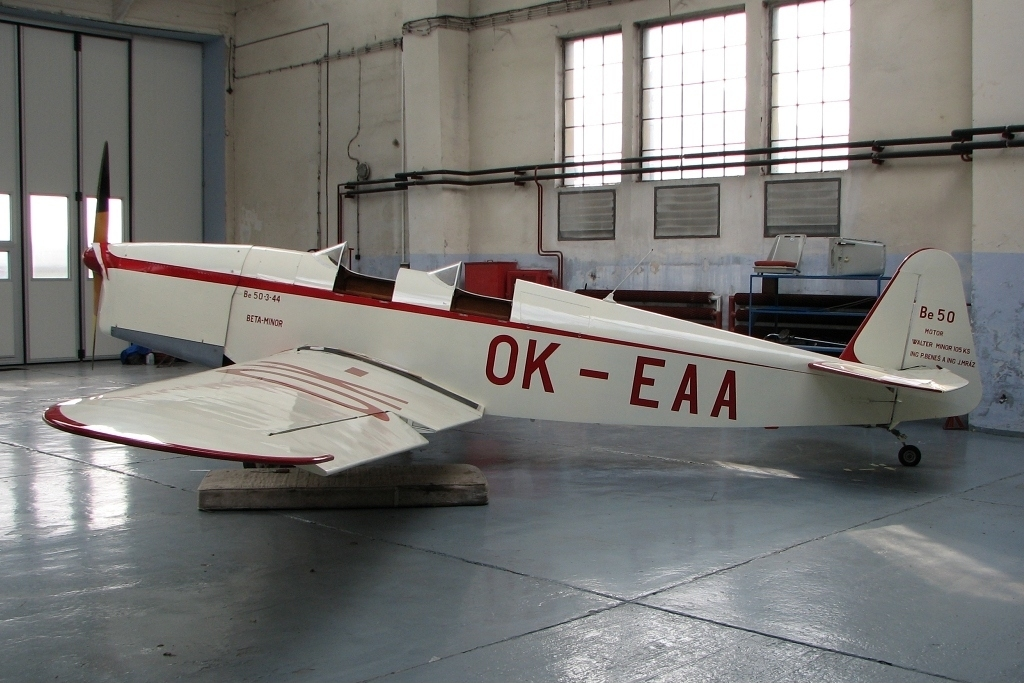
Be-50 Beta Minor

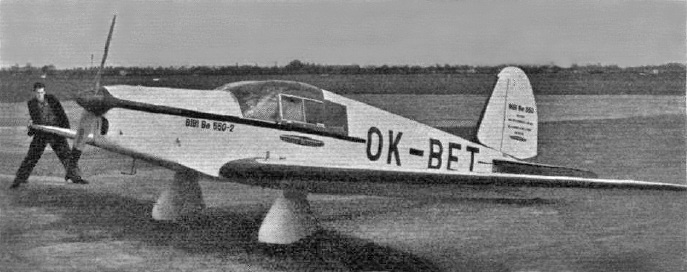
Be-550 Bibi

- Mráz K-65 Čáp (kopie Fieseler Fi 156)
- Mráz M-1 Sokol (1946)
- Mráz M-2 Skaut (1948)
- Mráz M-3 Bonzo (1948)